# Valentina
Valentina ist ein weiblicher Vorname. Er ist die weibliche Form von Valentin (lat. Valentīnus), bei dem es sich um ein mit Suffix -īnus (mask., -īna fem.) gebildetes Zugehörigkeitsadjektiv zu dem lateinischen Beinamen Valens handelt (lat. valēns 'stark, mächtig, gesund seiend', zu valeō). Die Wortbildungsbedeutung der Movierung lat. Valentīna ist also 'die zu Valens Gehörige' (jüngere Schwester, Tochter o. ä.), Personennamen können jedoch nicht immer übersetzt werden. Eine russische Form des Namens ist Walentina (Валентина).

## Verbreitung
Der Name Valentina lag in Österreich im Jahr 2016 auf Platz 10 der am häufigsten vergebenen Mädchennamen. Im Jahr 2016 wurde der Name in Österreich insgesamt 529-mal vergeben; damit wurden 1,27 % aller neugeborenen Mädchen in Österreich Valentina genannt.

## Varianten
- Walentina (russisch)
- Walentyna (ukrainisch)

## Namenstag
- 25. Juli

## Namensträgerinnen

### Valentina
- Valentina (281–317), Heilige und Märtyrin aus Caesarea in Palästina

- Valentina (* 1991), amerikanische Dragqueen
- Valentina Adler (1898–1942), österreichische Kommunistin
- Valentina Bellè (* 1992), italienische Schauspielerin
- Valentina Cali (* 1997), italienische Beachvolleyballspielerin
- Valentina Cervi (* 1976), italienische Schauspielerin
- Valentina Cortese (1923–2019), italienische Schauspielerin
- Valentīna Freimane (1922–2018), lettisch-jüdische Film- und Theaterwissenschaftlerin
- Valentina Giovagnini (1980–2009), italienische Sängerin
- Valentina Gottardi (* 2002), italienische Beachvolleyballspielerin
- Valentina Kameníková (1930–1989), sowjetische Pianistin
- Valentina Leskaj (* 1948), albanische Politikerin
- Valentina Lisitsa (* 1973), ukrainische Pianistin
- Valentina Lodovini (* 1978), italienische Film- und Fernsehschauspielerin
- Valentina Maceri (* 1993), deutsch-italienische Fußballspielerin, danach Sportjournalistin, Reporterin und Fernsehmoderatorin
- Valentina Mädl (* 2005), österreichische Fußballspielerin
- Valentina Margaglio (* 1993), italienische Skeletonpilotin
- Valentina Monetta (* 1975), san-marinesische Pop-Sängerin
- Valentina Nappi (* 1990), italienische Pornodarstellerin
- Valentina Pahde (* 1994), deutsche Schauspielerin und Sängerin
- Valentina Popovová (* 1960), slowakische Tischtennisspielerin sowjetischer Herkunft
- Valentina Rodini (* 1995), italienische Ruderin
- Valentina Stadler (* 1988), deutsche Opernsängerin
- Valentina Vargas (* 1964), chilenische Schauspielerin
- Valentina Vezzali (* 1974), italienische Florettfechterin
- Valentina Visconti (1368–1408), italienische Adlige

### Walentina
- Walentina Artemjewa (* 1986) russische Brustschwimmerin
- Walentina Grisodubowa (1909–1993), sowjetische Fliegerin und Offizierin (Oberst)
- Walentina Gunina (* 1989), russische Schachmeisterin
- Walentina Igoschina (* 1978), russische klassische Pianistin
- Walentina Iwachnenko (* 1993), russische Tennisspielerin, die bis 2014 für die Ukraine angetreten ist
- Walentina Jegorowa (* 1964), russische Langstreckenläuferin und Olympiasiegerin
- Walentina Koslowskaja (* 1938), russische Schachspielerin
- Walentina Leontjewa (1923–2007), eine der ersten Fernsehmoderatorinnen der UdSSR
- Walentina Linkowa (* 1970), russische Bogenbiathletin und Bogenläuferin
- Walentina Matwijenko (* 1949), russische Politikerin und ehemalige Gouverneurin von Sankt Petersburg
- Walentina Nasarowa (* 1987), russische Biathletin
- Walentina Polchanowa (* 1971), russische Radrennfahrerin
- Walentina Popowa (* 1972), russische Gewichtheberin
- Walentina Prudskowa (1938–2020), russische Florett-Fechterin und Olympiasiegerin
- Walentina Sawtschenkowa (* 1983), russische Fußballspielerin
- Walentina Schulina (* 1953), sowjetische Ruderin
- Walentina Serowa (1917–1975), sowjetische Schauspielerin
- Walentina Sperantowa (1904–1978), sowjetische Theater- und Film-Schauspielerin sowie Synchronsprecherin
- Walentina Stenina (* 1934), sowjetische Eisschnellläuferin
- Walentina Talysina (1935–2025), russische Schauspielerin
- Walentina Telegina (1915–1979), sowjetische Film- und Theater-Schauspielerin
- Walentina Tereschkowa (* 1937), sowjetische Kosmonautin, erste Frau im Weltall
- Walentina Tichomirowa (* 1941), russische Leichtathletin
- Walentina Tolkunowa (1946–2010), russische Sängerin
- Walentina Winogradowa (1943–2002), sowjetisch-russische Volleyballnationalspielerin

### Walentyna
- Walentyna Karatschenzewa (* 1940), sowjetisch-ukrainische Astronomin
- Walentyna Lutajewa (1956–2023), ukrainische Handballspielerin
- Walentyna Radsymowska (1886–1953), ukrainisch-sowjetische Biochemikerin, Physiologin, Ärztin, Autorin, Politikerin und Professorin
- Walentyna Salamacha (* 1986), aserbaidschanisch-ukrainische Handballspielerin
- Walentyna Jewheniwna Schewtschenko (* 1975), ukrainische Skilangläuferin und Olympiasiegerin
- Walentyna Semeniwna Schewtschenko (1935–2020), ukrainische Politikerin
- Walentyna Semenjuk (1957–2014), ukrainische Ökonomin und Politikerin
- Walentyna Semerenko (* 1986), ukrainische Biathletin
- Walentyna Zerbe-Nessina (* 1969), ukrainische Biathletin

### Nachname
- Claudia Valentina (* 2001), britische Popsängerin
- Gladstone Pereira della Valentina (* 1985), brasilianischer Fußballspieler

## In der Literatur
- Valentina, Figur in einer italienischen Comicserie von Guido Crepax
- Valentina Allegra de Fontaine, Figur in den Marvel Comics
- Casa Valentina, Theaterstück von Harvey Fierstein aus dem Jahr 2014